# Gamasomorpha humicola
Gamasomorpha humicola är en spindelart som beskrevs av Lawrence 1947. Gamasomorpha humicola ingår i släktet Gamasomorpha och familjen dansspindlar. Inga underarter finns listade i Catalogue of Life.